# Insulcicleteus grandis
Insulcicleteus grandis es una especie de coleóptero de la familia Monommatidae.

## Distribución geográfica
Habita en Madagascar.